# Philoliche elongata
Philoliche elongata är en tvåvingeart som först beskrevs av Ricardo 1908.  Philoliche elongata ingår i släktet Philoliche och familjen bromsar. Inga underarter finns listade i Catalogue of Life.